# Francesco Bianchi
Francesco Giuseppe Bianchi (1752, Cremona – 27. listopadu 1810, Hammersmith) byl italský operní skladatel a hudební teoretik, představitel neapolské operní školy.

## Život

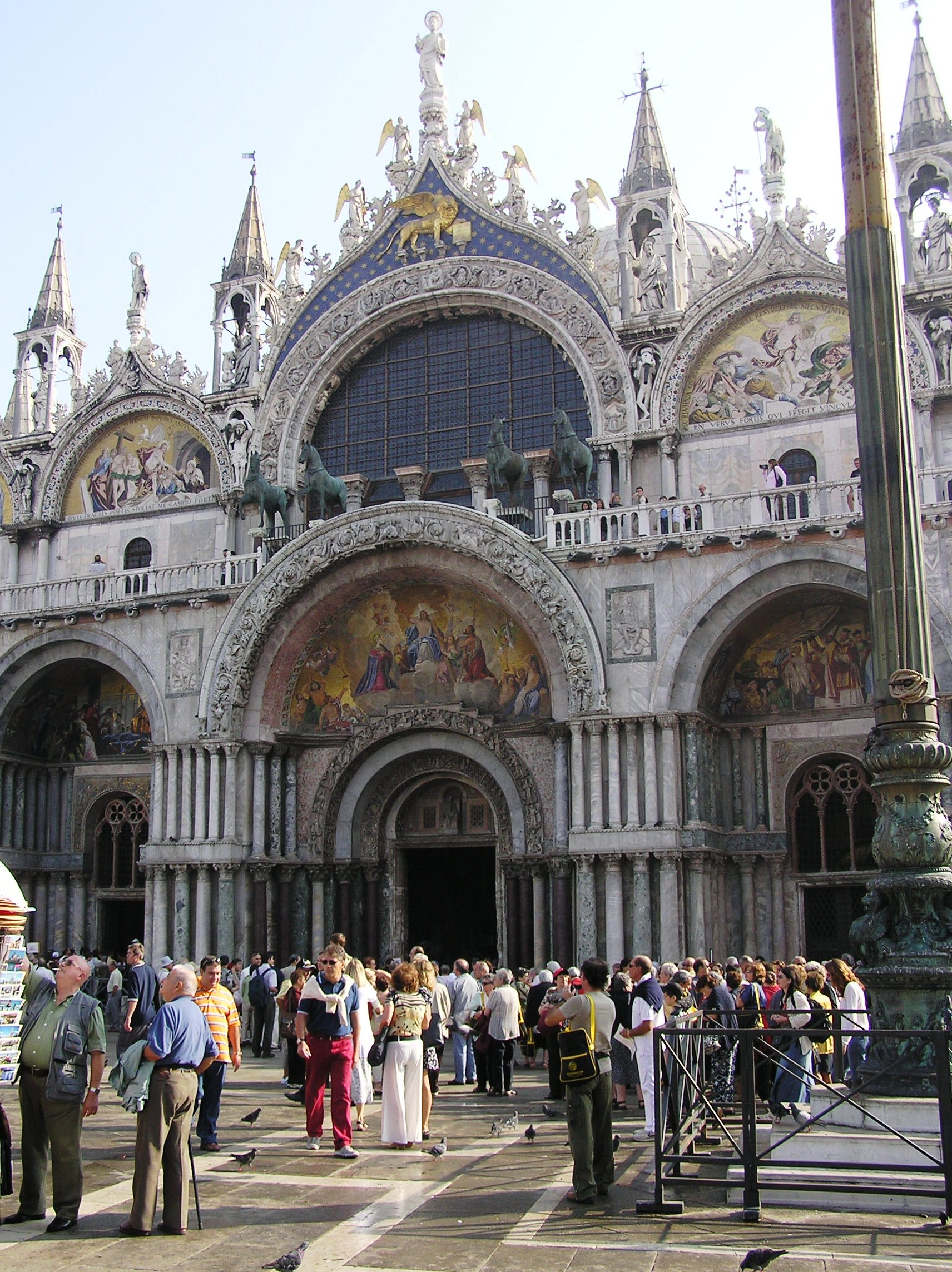
Chrám sv. Marka v Benátkách

Narodil se v Cremoně a studoval v Neapoli u Niccolò Jommelliho a Pasquale Cafara. Jeho první opera byla provedena v Cremoně roku 1772. V letech 1775 až 1778 působil jako první cembalista v Théatre-Italien v Paříži. V roce 1776 dosáhl titulu člena Filharmonické akademie v Bologni (Accademia Filarmonica di Bologna). Konkurz na místa kapelníka milánského Dómu sice nevyhrál, ale v letech 1782 až 1793 byl jeho prvním zástupcem.
V letech 1785 až 1791 a pak 1793 až 1797 byl varhaníkem v chrámu sv. Marka v Benátkách. Zde také vedl a reorganizoval archiv církevní diecéze. V roce 1784 uvedl na scénu Teatro La Fenice operu „Il Disertor Francese“, která se setkala s velkým úspěchem i díky libretu, které satiricky reagovalo na události té doby. Na téže scéně slavil další úspěchy řadou oper, z nichž patrně největší sklidila opera „Tarara o sia La virtù premiata“. V Neapoli měla mimořádný ohlas opera „La vendetta di Nino“.
V letech 1795 až 1802 působil v Londýně, kde pro Royal Opera House v Covent Garden zkomponoval 14 oper, většinou na mimořádně kvalitní texty Lorenza da Ponte. V roce 1798 se stal ředitelem divadla v Dublinu. Po roce 1802 se stal prakticky světoběžníkem. Uváděl své opery v celé Evropě, nejčastěji ovšem v Paříži a Londýně.
Přes všechny úspěchy Francesco Bianchi trpěl častými depresemi a 27. listopadu 1810 spáchal sebevraždu v malé obci Hammersmith v blízkosti Londýna.

## Dílo

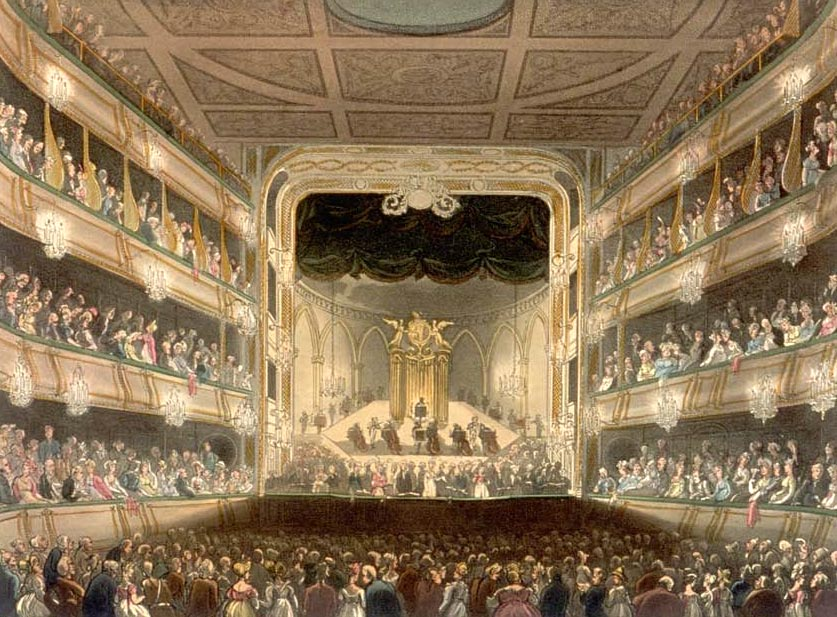
Královská opera The King's Theatre v Londýně těsně před požárem v r. 1808

Francesco Bianchi proslul zejména jako operní skladatel. Zkomponoval téměř 80 jevištních děl. Jeho přínos spočívá zejména v rozvoji žánru lyrické opery, jehož byl hlavním představitelem. Kromě opery se věnoval i církevní hudbě. Zkomponoval řadu mší (pouze jediné Rekviem: „Sequenza Dei Morti“), kantát, 4 oratoria, a neopomíjel ani tvorbu instrumentální.
Je autorem nebo spoluautorem pěti teoretických prací, které zůstaly vesměs v rukopise s výjimkou „Trattato d'armonia teorico pratico“, která byla otištěna až po jeho smrti v časopise Quarterly Musical Review v letech 1820–1821.

### Opery
1. Giulio Sabino (1772 Cremona)
2. Il gran Cidde (1773 Florencie)
3. Demetrio (1774 Cremona)
4. Eurione (1775 Pavia)
5. La Réduction de Paris (1775 Paříž)
6. Le Mort marié (1776 Fontainebleau)
7. Castore e Polluce (1779 Florencie)
8. Erifile (1779 Florencie)
9. L'innocenza perseguitana (1779 Řím)
10. Arbace (1781 Neapol)
11. Venere e Adone (1781 Florencie)
12. L'Olimpiade (1781 Milán)
13. La Zulima (1782 Neapol)
14. Il trionfo della pace (Turín)
15. La Zemira (1782 Neapol; s novou hudbou 1786 Padova)
16. L'astrologa (1782 Neapol)
17. La villanella rapita (1783 Benátky)
18. Piramo e Tisbe (1783 Benátky)
19. Aspardi, principe di Battriano (1784 Řím)
20. Briseide (1784 Turín)
21. Cajo Mario (1784 Neapol)
22. La finta principessa (1784 Bologna)
23. Il disertore francese (1785 Benátky)
24. Lo stravagante inglese (1785 Benátky)
25. Alessandro nelle Indie (1785 Benátky)
26. Alonso e Cora (1786 Benátky)
27. Le villanelle astute (1786 Benátky)
28. Mesenzio re d'Etruria (1786 Neapol)
29. Il ritratto (1787 Neapol)
30. L'orfano cinese (1787 Benátky)
31. Scipione africano (1787 Neapol)
32. Calto (1788 Benátky)
33. Pizarro (karneval 1788 Benátky)
34. Il nuovo Dn Chisciotte (1788 Voltri)
35. Daliso e Dalmita (1789 Padova)
36. La calamità dei cuori (1789 Padova)
37. La fedeltà tra le selve (1789 Řím)
38. La morte di Cesare (1789 Benátky)
39. Nitteti (1789 Milán)
40. L'Arminio (1790 Florencie)
41. La vendetta di Nino (1790 Neapol)
42. Il finto (1790 Řím)
43. La dama bizzarra (1791 Řím)
44. Cajo Ostilio (1791 Řím)
45. La sposa in equivoco (1791 Benátky)
46. Deifile (1791 Benátky)
47. Seleuco re di Siria (1792 Benátky)
48. Tarara o sia La virtù premiata (1793 Benátky)
49. Il chinese in Italia (1793 Benátky)
50. La secchia rapita (1794 Benátky)
51. Ines de Castro (1794 Neapol)
52. La capricciosa ravveduta (1794 Benátky)
53. Antigona (1796 Londýn)
54. Il consiglio imprudente (1796 Londýn)
55. Merope (1797 Londýn)
56. Cinna (1798 Londýn)
57. La morte di Cleopatra (1801 Londýn)
58. Alzira (1801 Londýn)
59. Antigona (1802 Bologna)
60. Armida (1802 Londýn)
61. L'avaro (1804 Paříž)
62. Blaisot e Pasquin (1804 Paříž)
63. Le Maître de chapelle (1804 Paříž)
64. Corali ou La Lanterne magique (1804 Paříž)
65. L'Eau et le feu, ou Le Gascon a l'épreuve (1804 Paříž)
66. Le Contrat signé d'avance ou Laquelle est ma femme? (1804 Paříž)
67. Le Gascon, gascon malgré lui (1804 Paříž)
68. Amour et coquetterie (1806 Paříž)
69. Le Livre des destins (1806 Paříž)
70. La Famille venitienne ou Le Château d'Orseno (1806 Paříž)
71. Monsieur Jugolo ou Les Chercheurs (1806 Paříž)
72. Le Château mystérieuse ou Le Crime commis et vengé (1806 Paříž)
73. Le Triomphe d'Alcide à thènes (1806 Paříž)
74. La Sœur officieuse ou Adresse et mensogne (1806 Paříž)
75. Almeria ou L'Écoissaise fugitive (1806 Paříž)
76. Les Illustres infortunés ou La Souveraine vindicative (1807 Paříž)
77. Le Pied de bœuf et la queue du chat (1807 Paříž)

### Oratoria
1. Gioas
2. Agar
3. Abramo
4. Isacco